# Ramat ha-Tajasim

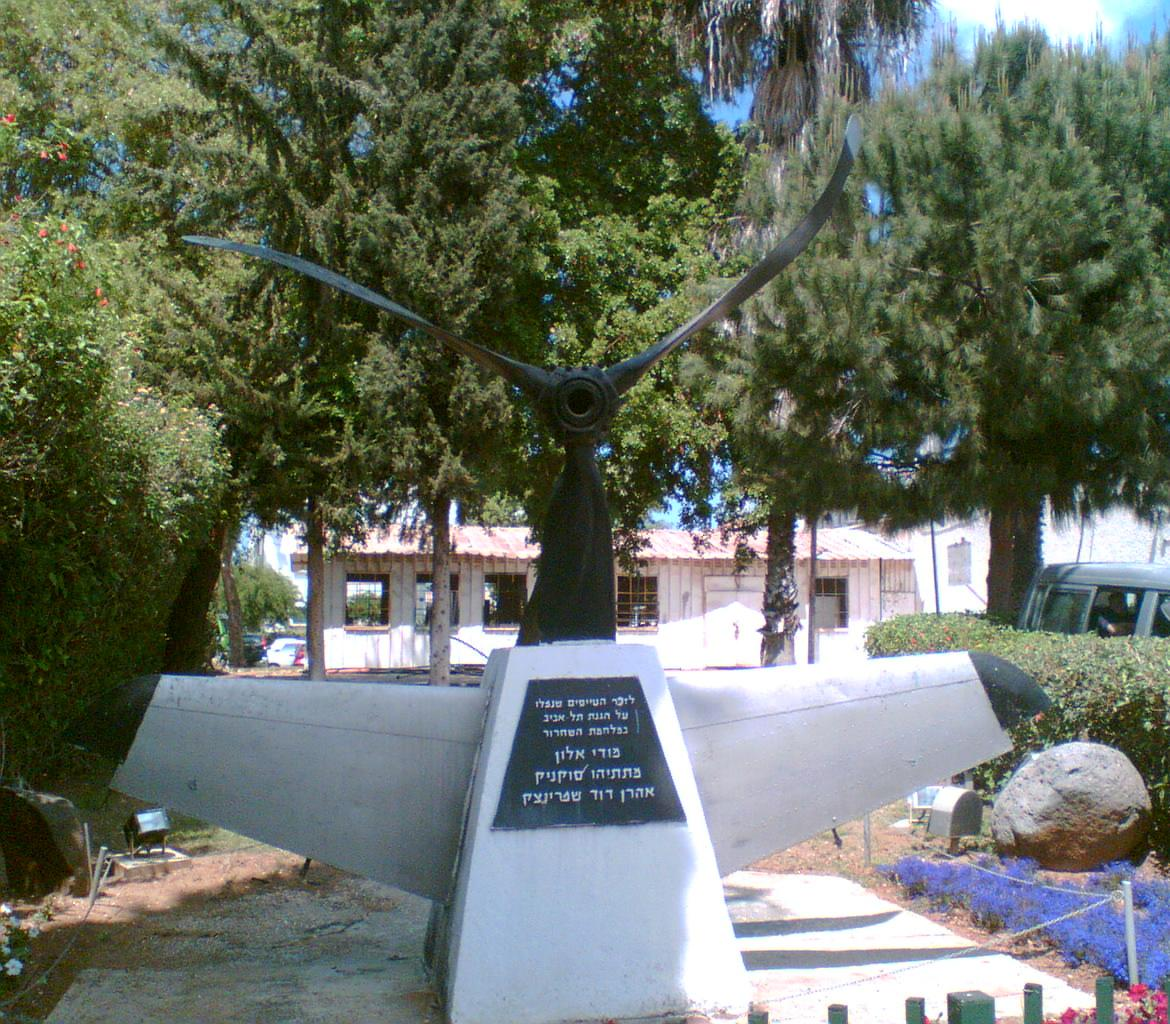
Památník padlých letců ve čtvrtí Ramat ha-Tajasim

Ramat ha-Tajasim (hebrejsky: רמת הטייסים, doslova Výšina pilotů) je čtvrť ve východní části Tel Avivu v Izraeli. Je součástí správního obvodu Rova 9 a samosprávné jednotky Rova Mizrach.

## Geografie
Leží na východním okraji Tel Avivu, cca 4,5 kilometru od pobřeží Středozemního moře, v nadmořské výšce okolo 50 metrů. Na severu a východě plynule přechází do katastru města Giv'atajim, na jihu s ní sousedí čtvrť Neve Chen, na západě Jad Elijahu, na severozápadě Tel Chajim.

## Popis čtvrti
Plocha čtvrti je vymezena na severu ulicí Amišav, na jihu a západě třídou Derech ha-Tajasim a na východě ulicí Oded. Zástavba má charakter husté městské bytové výstavby. V roce 2007 tu žilo 2249 lidí.  Pojmenována je podle tří izraelských pilotů, kteří bojovali ve války v roce 1948 a kteří padli při obraně Tel Avivu (Modi Alon, Matitjahu Sukenik a Aharon David Šprincak). Nachází se tu urbanisticky významný Park Edith Wolfson.